# Ricania confusa
Ricania confusa är en insektsart som beskrevs av Melichar 1898. Ricania confusa ingår i släktet Ricania och familjen Ricaniidae. Inga underarter finns listade i Catalogue of Life.